# Benjamin Ferrey
Benjamin Ferrey (1er avril 1810-22 août 1880) est un architecte britannique qui travaille principalement dans le Style néogothique.

## Famille
Benjamin Ferrey est le plus jeune fils de Benjamin Ferrey Snr (1779-1847), un drapier devenu maire de Christchurch, et de son épouse Ann Pillgrem (1773-1824). Il fait ses études à la Wimborne Grammar School.
Ferrey se marie deux fois. Le 26 avril 1836 à Islington, il épouse Ann Mary (Annie) Lucas (1812-1871). Ils ont cinq enfants : Alicia (1838-1924), Ellen (1840-1841), Eleanor Mary (1842-1845), Benjamin Edmund (1845-1900) et Annie (1847-1926). Benjamin Edmund ou Edmund Benjamin est également architecte, étudiant auprès de son père puis l'aidant dans son travail.
Après la mort de sa première femme en 1871, il se marie une seconde fois, en 1872 à Weymouth, Dorset, avec Emily Hopkinson (1829-1922).
Ferrey décède le 22 août 1880 à son domicile de Londres.

## Carrière

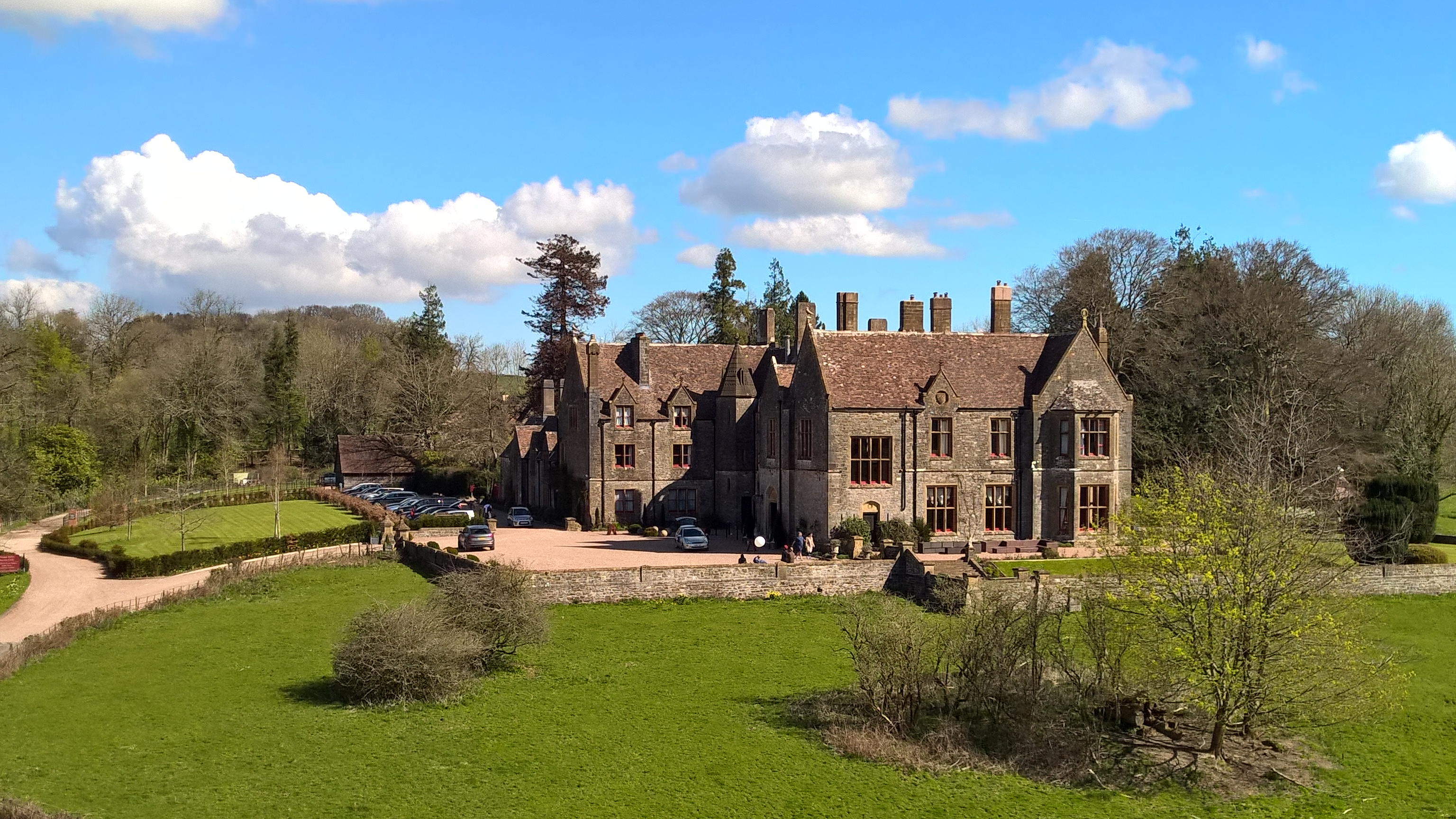
Huntsham Court, Devon, construit entre 1868 et 1870.

Après le lycée, Ferrey part à Londres pour étudier auprès d'Auguste Charles Pugin et aux côtés du fils de Pugin, Augustus Pugin.
Au début de la vingtaine, Ferrey fait une tournée en Europe continentale, puis étudie plus avant dans le cabinet de William Wilkins. Il crée son propre cabinet d'architecture en 1834, à Great Russell Street, Bloomsbury, Londres. Certains des premiers travaux de sa pratique concernent la conception de la nouvelle station balnéaire de Bournemouth, en particulier son travail sur les jardins de Bournemouth avec Decimus Burton. L'entreprise se développe rapidement et connait un grand succès, Ferrey concevant et restaurant ou reconstruisant de nombreuses églises paroissiales de l'Église d'Angleterre. Ferrey conçoit également des maisons privées et des bâtiments publics, dont un certain nombre de bâtiments néo-Tudor au début de sa carrière.
Charles Eastlake dans son Histoire du renouveau gothique a décrit Ferrey comme « l'un des pionniers les plus anciens, les plus compétents et les plus zélés de l'école gothique moderne » et déclare que son travail « possédait le charme rare de la simplicité, sans manquer d'intérêt ».
Ferrey est deux fois vice-président du Royal Institute of British Architects et reçoit en 1870 une médaille d'or royale. Il est architecte diocésain du diocèse de Bath et Wells de 1841 jusqu'à sa mort, réalisant une grande partie des travaux de restauration de la cathédrale de Wells et du palais épiscopal. Il est également nommé secrétaire honoraire du comité des architectes du Parlement.

### Publications
- Benjamin Ferrey et E. W. Brayley, The Antiquities of the Priory of Christchurch: Consisting of Plans, Elevations, Sections, Details, and Perspective Views, 1834 (lire en ligne)[1]
- Benjamin Ferrey, Recollections of A. N. Welby Pugin and his father Augustus Pugin; with notices of their works, London, Edward Stanford, 1861 (lire en ligne)
- Ferrey, « Some remarks upon the works of the early mediaeval architects, Gundulph, Flambard, William of Sens, and others », Papers Read at the Royal Institute of British Architects 1863-64,‎ 1864, p. 127–143 (lire en ligne)
- Ferrey, « Wrexham », Journal of the British Archaeological Association, vol. 34, no 2,‎ 1878, p. 168–170 (DOI 10.1080/00681288.1878.11887913, lire en ligne)